# Pademangan Barat
Pademangan Barat is een kelurahan van het onderdistrict Pademangan in in het noorden van Jakarta, Indonesië. De wijk telt 77.331 inwoners (volkstelling 2010).